# Acropsopilionidae
Famille
Les Acropsopilionidae sont une famille d'opilions dyspnois. On connaît prés d'une vingtaine d'espèces dans trois genres.

## Distribution
Les espèces de cette famille se rencontrent en Amérique, en Océanie, en Afrique du Sud et au Japon.

## Liste des genres
Selon World Catalogue of Opiliones (21/04/2021) :
- Acropsopilio Silvestri, 1904
- Austropsopilio Forster, 1955
- Caddella Hirst, 1926

## Publication originale
- Roewer, 1923 : Die Weberknechte der Erde. Systematische Bearbeitung der bisher bekannten Opiliones. Gustav Fischer, Jena, p. 1-1116 (texte intégral).